# Hidroxilwagnerita
La hidroxilwagnerita és un mineral de la classe dels fosfats, que pertany al grup de la wagnerita. Rep el seu nom per la seva relació amb la wagnerita.

## Característiques
La hidroxilwagnerita és un fosfat de fórmula química Mg₂(PO₄)(OH). Va ser aprovada com a espècie vàlida per l'Associació Mineralògica Internacional l'any 2004. Cristal·litza en el sistema monoclínic.
Segons la classificació de Nickel-Strunz, la hidroxilwagnerita pertany a «08.BA: Fosfats, etc. amb anions addicionals, sense H₂O, només amb cations de mida mitjana, (OH, etc.):RO₄ sobre 1:1» juntament amb els següents minerals: ambligonita, montebrasita, tavorita, triplita, zwieselita, sarkinita, triploidita, wagnerita, wolfeïta, stanĕkita, joosteïta, arsenowagnerita, holtedahlita, satterlyita, althausita, adamita, eveïta, libethenita, olivenita, zincolibethenita, zincolivenita, auriacusita, paradamita, tarbuttita, barbosalita, hentschelita, latzulita, scorzalita, wilhelmkleinita, trol·leïta, namibita, fosfoel·lenbergerita, urusovita, theoparacelsita, turanita, stoiberita, fingerita, averievita, lipscombita, richel·lita i zinclipscombita.

## Formació i jaciments
Va ser descoberta al massís de Dora Maira, que es troba a la província de Cuneo, al Piemont, Itàlia. Es tracta de l'únic indret on ha estat descrita aquesta espècie mineral.